# Мисао (филм из 1978)
Мисао је југословенска драма из 1978. године. Режирао ју је Љубомир Драшкић, који је написао и сценарио по причи Леонида Андрејева.